# Dolní Bousov
Dolní Bousov là một thị trấn thuộc huyện Mladá Boleslav, vùng Středočeský, Cộng hòa Séc.